# 博川戰鬥
博川战斗是在韓戰時聯合國軍英聯邦第27步兵旅和中國人民志願軍第117师之間的戰鬥。戰鬥在1950年11月5日於博川小村莊周圍和附近的太龍河，即中國人民志願軍發起了第一次戰役10天後。緊接著在雲山的成功，中國人民志願軍第39軍第117师向南進攻，目的是切斷聯合國軍的撤退路線。為阻止中國人民志願軍的進攻，英聯邦第27步兵旅奉命保衛渡過太龍河與清川江的渡口，並與在右翼上游的美軍第24步兵師會師。該旅對中國人民志願軍佔領下一系列的山脊線進行反擊，並向之前的被迫推離之制高點進行反攻。在遭受重大傷亡下，中國人民志願軍的攻勢因後勤補給困難下於翌日被迫中止。
行動期間，英聯邦第27步兵旅共有12位死亡，70人受傷，其中大多數是澳洲人。中國人民志願軍第117师350团伤亡700余人。

### 引用
1. ↑  中國人民解放軍軍事科學院 2000，第359頁
2. 1 2  中國人民解放軍軍事科學院 2000，第38頁
3. ↑  .   [2010-01-03]. （原始内容存档于2010-01-12）.
4. ↑  Coulthard-Clark 1998，第261-262頁
5. ↑  Roe 2000，第176頁
6. ↑  Coulthard-Clark 1998，第262頁
7. ↑  王正兴. . 腾讯新闻.   [2021-11-05]. （原始内容存档于2021-11-05）.

### 书籍
- 中國人民解放軍軍事科學院,  第2卷, 北京: 军事科学出版社, 2000年9月, ISBN 7-80137-390-1
- Coulthard-Clark, Chris, , St Leonards: Allen and Unwin, 1998
- Roe, Patrick C., , Presidio, May 4, 2000, ISBN 0891417036